# Ulotrichopus tortuosus
Ulotrichopus tortuosus är en fjärilsart som beskrevs av Hans Daniel Johan Wallengren 1860. Ulotrichopus tortuosus ingår i släktet Ulotrichopus och familjen nattflyn. Inga underarter finns listade i Catalogue of Life.